# 藍德爾星孔珊瑚
藍德爾星孔珊瑚（学名：Astreopora randalli）为軸孔珊瑚科星孔珊瑚属下的一个种。